# أنستيس أناستاسياديس
أنستيس أناستاسياديس هو لاعب كرة قدم يوناني في مركز الدفاع، ولد في 21 يناير 1983 في بتولمايذا في اليونان. شارك مع منتخب اليونان تحت 17 سنة لكرة القدم. أما مع النوادي، فقد لعب مع أوفي كريت والنادي الرياضي بكالوني ونادي بانيتوليكوس ونادي برشلونة أتلتيك ويونيكوس.

## وصلات خارجية
- أنستيس أناستاسياديس على موقع قاعدة بيانات كرة القدم.إي يو (الإنجليزية)
- أنستيس أناستاسياديس على موقع Soccerway.com (الإنجليزية)